# Svinčany
Obec Svinčany se nachází v okrese Pardubice, kraj Pardubický. Žije zde 573 obyvatel.

## Historie
První písemná zmínka o obci pochází z roku 1226.
Narodil se a působil tu Josef Komárek (1854–1919), rolník a politik, starosta obce, okresní starosta v Přelouči a poslanec zemského sněmu.

## Pamětihodnosti
- Kostel svatého Vavřince
- Morový sloup
- Venkovská usedlost čp. 51
- Fara čp. 1

## Pověsti
Jednou na louce za obcí veliká svině vyryla zvon. Lidé jej vytrhli ze země a na jeho místě zůstala studánka, která nikdy nevysychá a nezamrzá. Zvon byl pověšen na věž kostela sv. Vavřince a obec se podle zvláštní příhody navždy jmenuje Svinčany.

## Části obce
- Svinčany (včetně ZSJ Nákle)
- Dolní Raškovice
- Horní Raškovice